# Matthäus Zehender
Matthäus Zehender (* 12. Dezember 1641 in Mergentheim; † 1697 in Bregenz) war ein süddeutscher Maler des Barock.

## Leben

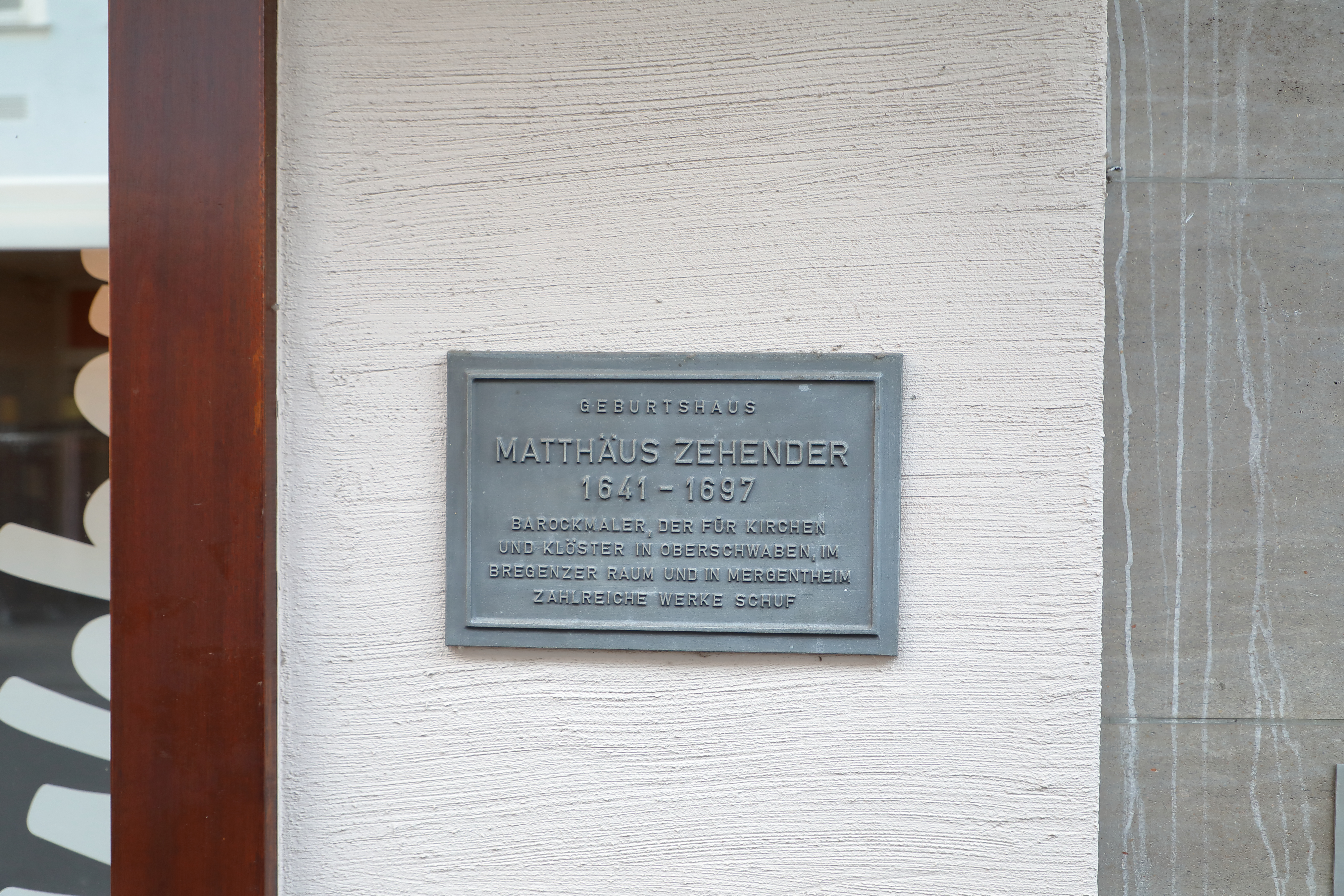
Gedenktafel für Matthäus Zehender in Bad Mergentheim

Zehender wurde als zweites von fünf Kindern in Mergentheim geboren. Sein Vater Hans (1612–1684) war von Dunningen bei Rottweil dorthin übersiedelt und hatte eine acht Jahre ältere Witwe geheiratet. Er war von Beruf 'Tüncher', das heißt, er führte eine Malerwerkstatt, wahrscheinlich diejenige seiner Ehefrau. Der junge Matthäus Zehender hatte in seiner Heimat noch die Zerstörungen des Dreißigjährigen Krieges gekannt. Nach dem Westfälischen Frieden und einer Phase wirtschaftlicher Erholung kam auch das künstlerische Leben wieder in Gang. Zehender hatte in einer Zeit, in der es im Bodenseegebiet noch wenige barocke Bauten gab, bedeutenden Anteil am gegenreformatorischen künstlerischen Aufschwung.

## Werk

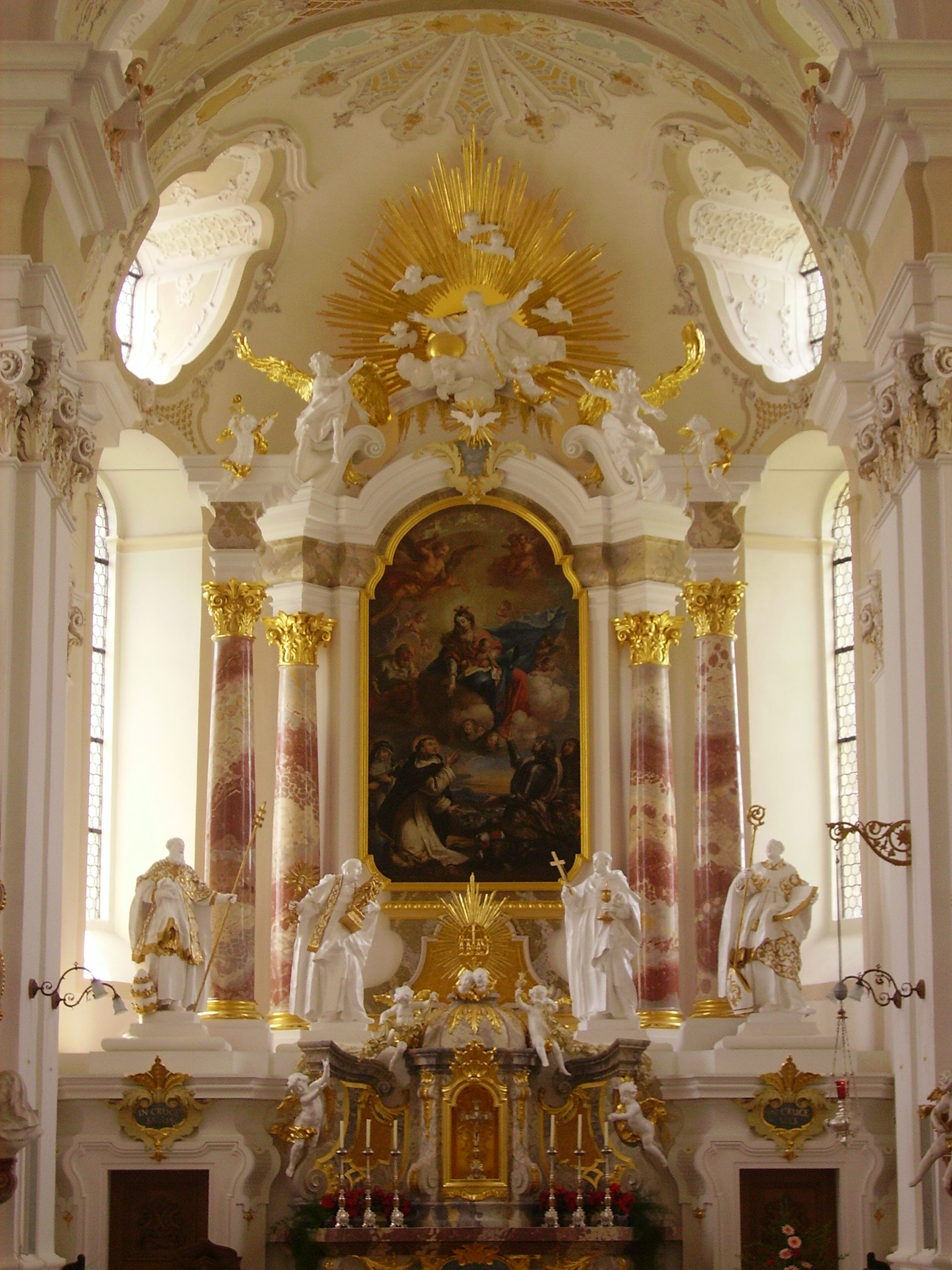
Die Muttergottes mit dem Kind überreicht dem hl. Dominikus und dem Ritter Steinmar den Rosenkranz (Hochaltarbild in der zum Kloster Sießen gehörenden Kloster- und Pfarrkirche St. Markus von Matthäus Zehender)

Matthäus Zehender arbeitete zunächst als Malergeselle in Oberitalien, vermutlich bei dem aus Konstanz stammenden Maler Johann Christoph Storer, der sich in Mailand niedergelassen hatte. In Friaul finden sich seine beiden ersten Tafelwerke, die in den Jahren 1661 und 1664 entstanden. Ab Ende der 1660er Jahre war Zehender in der Bodenseeregion tätig. Das erste bekannte Altarbild nördlich der Alpen bestellte 1671 Abt Otto Kübler vom Kloster St. Blasien für die Kirche Höchenschwand. Es stellt die Abnahme Jesu vom Kreuz dar.
Für die Benediktinerabtei Einsiedeln schuf der Künstler im Auftrag des ersten barocken Bauabts Augustin II. Reding von Biberegg im Jahr 1672 einen Marienzyklus aus mehreren Tafelbildern. Aus der Beziehung zum Kloster Einsiedeln erwuchsen verschiedene Gemäldelieferungen für die Statthalterei Sonnenberg und die Propstei St. Gerold.
In der Folge wurde Bregenz zum Schaffensmittelpunkt Zehenders. Für den Saal im alten Bregenzer Rathaus in der Oberstadt malte er 1675 fünf Gerichtsszenen. Ab 1679 schuf er vermehrt Altarblätter für vorderösterreichische und fürstenbergische Gebiete. Viele davon gingen im 19. Jahrhundert verloren oder wurden zerstört, auch diejenigen der Benediktinerabtei Mehrerau und der im Jahr 1683 während der Türkenbelagerung Wiens angefertigte Bilderzyklus der Sieben Schmerzen Mariens für die Wallfahrtskirche Bildstein.
Für die neue Kirche des Dominikanerinnenklosters Habsthal lieferte Matthäus Zehender 1681 ein Seitenaltarblatt, das die Steinigung des Stephanus zeigt, und ein anderes mit der Dominikaner-Terziarin Rosa von Lima. Für die Dominikaner in seiner Heimatstadt Mergentheim malte er 1684 das große Hauptaltargemälde "Die Salbung von Bethanien", das seit 1817 in der Schlosskirche von Bad Mergentheim hängt. 1691 fertigte der Künstler das Hauptaltarblatt an, das Maria mit dem segnenden Jesuskind darstellt und die Stiftung der Kirche im Jahr 1259 durch die beiden Pfalzgrafen Hugo und Rudolf von Tübingen als Thema hat. Für das Dominikanerinnenkloster Sießen malte er 1684 das Hauptaltarblatt mit der Übergabe des Rosenkranzes durch die Muttergottes an den hl. Dominikus und an den Klosterstifter, den schwäbischen Ritter Steinmar von Strahlegg. Im darauffolgenden Jahr folgte das Seitenaltarbild der Muttergottes mit dem hl. Thomas von Aquin. Abt Nikolaus Wierieth von Obermarchtal bestellte 1690 die Blätter der beiden Hauptseitenaltäre, des Rosenkranz- und des Sakramentsaltars, sowie für einen weiteren Altar ein Bild, das die Fischpredigt des hl. Antonius von Padua darstellt. Die Bilder in Habsthal, Sießen und Obermarchtal sind die Hauptwerke Zehenders.
Im Deutschordensmuseum Bad Mergentheim befindet sich ein Gemälde mit dem Urteil des Salomo.
Die Werke von Matthäus Zehender zeichnen sich durch ihre subtilen Gesichtsdarstellungen und die lieblichen Heiligenfiguren aus, in denen die tiefe Religiosität des Künstlers zum Ausdruck kommt. Es ist typisch für ihn, dass die Madonna als Mutter in allen seinen Bildern ein rotes Unterkleid und einen blauen Mantel trägt, als Jungfrau hat sie ein weißes Kleid und einen blauen Mantel. Zehender hat fast ausschließlich religiöse Gemälde geschaffen.
Das Hochaltarbild in der Rauhenzeller Kirche, versehen mit der Jahreszahl 1697, ist das letzte Werk des Meisters. In derselben Kirche befindet sich ein Gemälde, das von Philipp Albert Zehender, dem jüngeren Bruder und Gehilfen Matthäus Zehenders signiert wurde und ebenfalls aus dem Jahr 1697 stammt. Vermutlich hatte Matthäus Zehender den Auftrag für beide Altarbilder erhalten und starb nach der Vollendung des ersten Gemäldes.